# Broadcom Inc.
Broadcom Inc. (раніше Broadcom Limited) — американська компанія, що є проєктувальником, виробником і глобальним постачальником широкого спектру напівпровідникових та інфраструктурних програмних продуктів. Штаб-квартира компанії розташована в Пало-Альто, Каліфорнія.

## Загальні відомості
Продукція Broadcom широко застосовується на критичних ринках центрів даних, комп'ютерних мереж, програмного забезпечення, широкосмугового зв’язку, бездротового зв’язку, зберігання даних та промисловості. Рішення Broadcom на цих ринках охоплюють мережі та сховища для центрів даних, програмне забезпечення для підприємств і мейнфреймів орієнтоване на автоматизацію, моніторинг і безпеку, компоненти смартфонів, телекомунікації та автоматизацію виробництва.
Broadcom має довгу історію корпоративних транзакцій (чи спроб транзакцій) з іншими відомими корпораціями, переважно у сфері високих технологій.
У жовтні 2019 року Європейський Союз видав тимчасовий антимонопольний наказ проти Broadcom щодо антиконкурентної ділової практики, яка ймовірно порушує Закон про конкуренцію Європейської спільноти.

## Історія

### XX століття
Компанію, що згодом стала Broadcom Inc., було засновано 1961 року як «HP Associates», підрозділ напівпровідникової продукції Hewlett-Packard. Підрозділ відокремився від Hewlett-Packard у рамках виділення Agilent Technologies у 1999 році.

### 2000-ніроки
Kohlberg Kravis Roberts і Silver Lake Partners придбали компанію Agilent Technologies Semiconductor Products Group у 2005 році за $2,6 млрд і використали її для створення Avago Technologies.
Avago Technologies погодилася продати свій підрозділ рішень введення-виведення компанії PMC-Sierra за $425 млн у жовтні 2005 року.
У серпні 2008 року компанія здійснила первинне публічне розміщення акцій на суму $400 млн.
У жовтні 2008 року компанія Avago Technologies придбала мюнхенське відділення з об’ємних акустичних хвиль (BAW) у компанії Infineon Technologies за €21,5 млн.
6 серпня 2009 року компанія Avago Technologies вийшла на біржу NASDAQ з тикером AVGO.

### 2010-тіроки
У жовтні 2013 року Avago Technologies інвестувала $5 млн в компанію Amantys, постачальника технологій силової електроніки, як частину стратегічної інвестиційної угоди між двома компаніями.
Avago Technologies оголосила про угоду придбати LSI Corporation у грудні 2013 року за $6,6 млрд. Це придбання допомогло Avago Technologies відійти від спеціалізованих продуктів і перейти до більш масової галузі, яка включала мікросхеми, особливо сховища для ЦОД.
У травні 2014 року Avago Technologies продала свій бізнес контролерів SSD компанії Seagate Technology.
У серпні 2014 року компанія була дев’ятою за величиною компанією з виробництва напівпровідників.
Avago Technologies погодилася продати компанії Intel бізнес LSI Axxia Networking за $650 млн.
Також компанія погодилася придбати компанію PLX Technology, розробника інтегральних схем, за $309 млн.
У лютому 2015 року було оголошено, що Avago Technologies Limited досягла угоди про придбання Emulex Corporation за 8 доларів США за акцію готівкою.
28 травня 2015 року Avago оголосила, що купує Broadcom Corporation за $37 млрд. Об’єднана компанія взяла назву Broadcom Ltd.
Broadcom Corp. значно зміцнила патентні позиції Avago Technologies у таких секторах, як мобільний зв'язок, центри обробки даних та Інтернет речей, і вивела компанію на дев’яте місце за кількістю патентів серед провідних постачальників напівпровідників.
Транзакцію об’єднання бізнесу було офіційно завершено 1 лютого 2016 року.
2016 року Broadcom Ltd. запропонувала об’єднатися з Brocade Communications Systems. При цьому Broadcom мала намір зберегти за собою бізнес Brocade Fibre Channel SAN Switching і відмовитися від бізнесу Brocade IP Networking включно з нещодавно придбаною компанією Ruckus Wireless. Злиття було відкладено для розгляду Комітетом з іноземних інвестицій у Сполучених Штатах.
2017 року Broadcom оголосила, що перенесе свою юридичну адресу із Сінгапуру до Делаверу, що дозволить уникнути перегляду.
Ця дія була пов’язана з перейменуванням материнської компанії з Broadcom Ltd. на Broadcom Inc.
Broadcom станом до злиття 2016 року (Broadcom Corp.) залишається дочірньою компанією перейменованої материнської компанії Broadcom Inc.
У листопаді 2017 року Broadcom запропонувала придбати Qualcomm за $130 млрд. Ця пропозиція була відхилена та заблокована за багатьма чинниками.
11 липня 2018 року джерела новин повідомили, що Broadcom і CA Technologies домовилися про умови придбання вартістю $18,9 млрд. 5 листопада 2018 року Broadcom оголосила про завершення придбання CA Technologies.
9 серпня 2019 року ЗМІ повідомили, що Broadcom вирішив придбати бізнес корпоративної безпеки корпорації Symantec (частина споживчого програмного забезпечення якої тепер відома як NortonLifeLock) за $10,7 млрд готівкою. 4 листопада 2019 року Broadcom оголосила про завершення придбання бізнесу, а також імені та бренду Symantec.
У 2019 році Broadcom було оголошено п'ятою найкращою акцією 2010-х років із загальною прибутковістю 1956%. У жовтні 2019 року Європейський Союз зобов’язав Broadcom припинити антиконкурентну ділову практику.

### 2020-тіроки
7 січня 2020 року компанія Accenture PLC погодилася придбати у Broadcom підрозділ Symantec із 300 осіб, що займається наданням послуг кібербезпеки. У лютому 2020 року Broadcom оголосила про доступність першого у світі клієнтського чипсета з підтримкою Wi-Fi 6E, BCM4389.
У травні 2022 року Broadcom оголосила про угоду з придбання VMware, постачальника програмного забезпечення для віртуалізації та хмарних обчислень, за $61 млрд готівкою та акціями, при цьому Broadcom візьме на себе $8 млрд боргу VMware.
У листопаді 2022 року Управління з питань конкуренції та ринків Великобританії оголосило, що розслідуватиме, чи призведе придбання компанії VMware Inc. компанією Broadcom Inc. до «суттєвого зниження конкуренції на будь-якому ринку або ринках» у Сполученому Королівстві за товари чи послуги».

## Продукти
Broadcom Inc. надає широкий спектр програмного забезпечення для напівпровідників та інфраструктури, що обслуговують центри обробки даних (мейнфрейми), мережі, програмне забезпечення, широкосмуговий зв’язок, бездротове з’єднання, а також ринки сховищ даних і промислові ринки.
Загальні програми для його продуктів включають: мережу центрів обробки даних, домашнє підключення, широкосмуговий доступ, телекомунікаційне обладнання, смартфони, базові станції, сервери та сховища ЦОД, автоматизацію виробництва, системи генерування електроенергії та альтернативної енергії, дисплеї, експлуатацію та управління мейнфреймами, а також розробку прикладного програмного забезпечення.

## Broadcom Inc. та судові процеси

### Netflix проти Broadcom Inc.
22 грудня 2023 року, за повідомленням компанії Broadcom Inc., Окружний суд Мюнхена (Німеччина), наклав на американську компанію Netflix  штраф в розмірі €7.05 млн за порушення патенту компанії Broadcom Inc.. Штрафні санкції пов'язані із «триваючими порушеннями» компанією Netflix патентних прав Broadcom Inc. – всупереч ухваленому у вересні 2023 року рішенню суду, згідно з яким стрімінгова платформа мала припинити на території Німеччини будь-які дії, що призводять до порушення патентних прав Broadcom Inc..